# Gens Cosinia
La gens Cosinia o Cossinia era una familia plebeya de la antigua Roma. La gens se originó en Tibur y llegó a Roma a principios del siglo I a. C. Ninguno de sus miembros obtuvo altos cargos en el estado.

## Miembros
- Lucio Cosinio, de Tibur, recibió el sufragio romano como consecuencia de la condena de Tito Celio, a quien había acusado. Puede que sea el mismo Cosinio que fue legado de Publio Varinio y que cayó en la batalla contra Espartaco en el 73 a. C.[2][3]
- Lucio Cosinio, Un équite y amigo de Cicerón, Tito Pomponio Ático y Varrón. Cicerón menciona su muerte en el 45 a. C. y expresó dolor por su pérdida.[4][5]
- Lucio Cosinio Anquialo, un liberto del amigo de Cicerón, fue recomendado por Cicerón a Servio Sulpicio Rufo en 46 a. C.[6]
- Cosinio, un équite y amigo de Nerón, fue envenenado por error por un médico egipcio, a quien el emperador había enviado para curar a su amigo.[7]